# Phiên âm Bạch thoại
Phiên âm Bạch thoại hay Bạch thoại tự (Pe̍h-ōe-jī, viết tắt là POJ, có nghĩa là văn bản tiếng địa phương, còn được gọi là Church Romanization) là một hệ thống chữ viết Latin dùng để chú âm các biến thể của tiếng Mân Nam, một dạng của tiếng Hoa hay phương ngữ Trung Quốc, đặc biệt là tiếng Đài Loan và phương ngữ Hạ Môn.